# Sainte-Pience

Sainte-Pience este o comună în departamentul Manche, Franța. În 2013 avea o populație de 318 de locuitori.